# Rajd Kormoran 1976
9. Rajd Kormoran – 9. edycja Rajdu Kormoran. Był to rajd samochodowy rozgrywany od 14 do 16 maja 1976 roku. Była to trzecia runda Rajdowych Samochodowych Mistrzostw Polski w roku 1976. Rajd składał się z dwudziestu dwóch odcinków specjalnych i z dwóch próby wyścigowych (13,5 km) i jednej próby szybkości górskiej (2 km). Został rozegrany na nawierzchni asfaltowej. Zwycięzcą rajdu został Tomasz Ciecierzyński.

## Wyniki końcowe rajdu[1][2]
| Miejsce | Kierowca               | Pilot                 | Samochód                          | Czas    | Strata | Grupa Klasa |
| ------- | ---------------------- | --------------------- | --------------------------------- | ------- | ------ | ----------- |
| 1       | Tomasz Ciecierzyński   | Jacek Różański        | Polski Fiat 125p 1600 Monte Carlo | 2:15:41 | -      | IV          |
| 2       | Błażej Krupa           | Piotr Mystkowski      | Renault 12 Gordini                | 2:16:03 | +0:22  | IV          |
| 3       | Jerzy Landsberg        | Marek Muszyński       | Renault 5 TS                      | 2:21:12 | +5:31  | II/7        |
| 4       | Henryk Ziemski         | Henryk Mieczaniec     | BMW 2002 Ti                       | 2:21:49 | +6:08  | II/9-13     |
| 5       | Marian Bublewicz       | Stefan Osika          | Polski Fiat 125p 1500             | 2:22:19 | +6:38  | II/8        |
| 6       | Włodzimierz Groblewski | Januariusz Czerwoniec | Polski Fiat 125p 1500 arlo        | 2:24:03 | +8:22  | I/8         |
| 7       | Bogdan Wozowicz        | Ryszard Leś           | Polski Fiat 125p 1500             | 2:24:50 | +9:09  | II/8        |
| 8       | Józef Ważny            | Tomasz Wróbel         | Polski Fiat 125p 1600 Monte Carlo | 2:26:11 | +10:30 | IV          |
| 9       | Marek Varisella        | Stanisław Brzozowski  | Polski Fiat 125p 1500             | 2:27:44 | +12:03 | I/8         |
| 10      | Adam Masłowiec         | Andrzej Białowąs      | Polski Fiat 125p 1500             | 2:28:15 | +12:34 | I/8         |